# Melilla
Melilla városa különleges spanyol kormányzati terület Észak-Afrikában, a Földközi-tenger partján, Marokkó tengerpartján.  Egyedül a spanyol nyelv a hivatalos de elterjedten beszélik a berber nyelvekhez tartozó riffet.

## Története
A települést a föníciaiak alapították Rusadir néven, melynek jelentése „magas fok”. Később a Mauretania Tingitana nevű római provincia része lett. A középkorban Mlila berber város állt itt. 1497-ben a spanyolok ellenállás nélkül elfoglalták, majd  1563, 1687, 1694, 1774 és 1893 években tettek sikertelen kísérletet a marokkóiak az elfoglalására. A spanyol terület mostani határait több egyezmény is alakította az 1859, 1860, 1861 és 1894 években. 1921-ben Abd el-Krim vezetése alatt a berberek súlyos vereséget mértek a spanyolokra. A Spanyol Protektorátusnak  végül 1926-ban sikerült a területet újra ellenőrzése alá vonni. Franco tábornok puccsát támogatta a város 1936-ban, és szimpátiáját jelzi, hogy egészen 2021. február 23-ig állt szobra. 2007. november 15-én 80 év után a spanyol uralkodó meglátogatta Malillát, amit a helyiek rendkívül lelkesen fogadtak, míg a marokkói kormány nemtetszését nyilvánította ki. 1995. március 14-ig Andalúzia Málaga tartományához tartozott, azóta autonóm városi rangot élvez.

## Kerületei
A város nyolc kerületből (barrio) áll:
|  | 1. Barrio de Medina Sidonia 2. Barrio del Real 3. Barrio de la Victoria 4. Barrio de los Héroes de España 5. Barrio del General Gómez Jordana 6. Barrio del Príncipe de Asturias 7. Barrio del Carmen 8. Barrio de La Paz |

## Népesség
A város lakossága az elmúlt években az alábbi módon változott:
| Lakosok száma | 68 789 | 68 016 | 69 440 | 73 460 | 80 802 | 84 509 | 86 120 | 86 487 | 85 170 | 85 811 |
|               | 2001   | 2004   | 2007   | 2009   | 2012   | 2014   | 2017   | 2019   | 2022   | 2024   |

## Kultúra

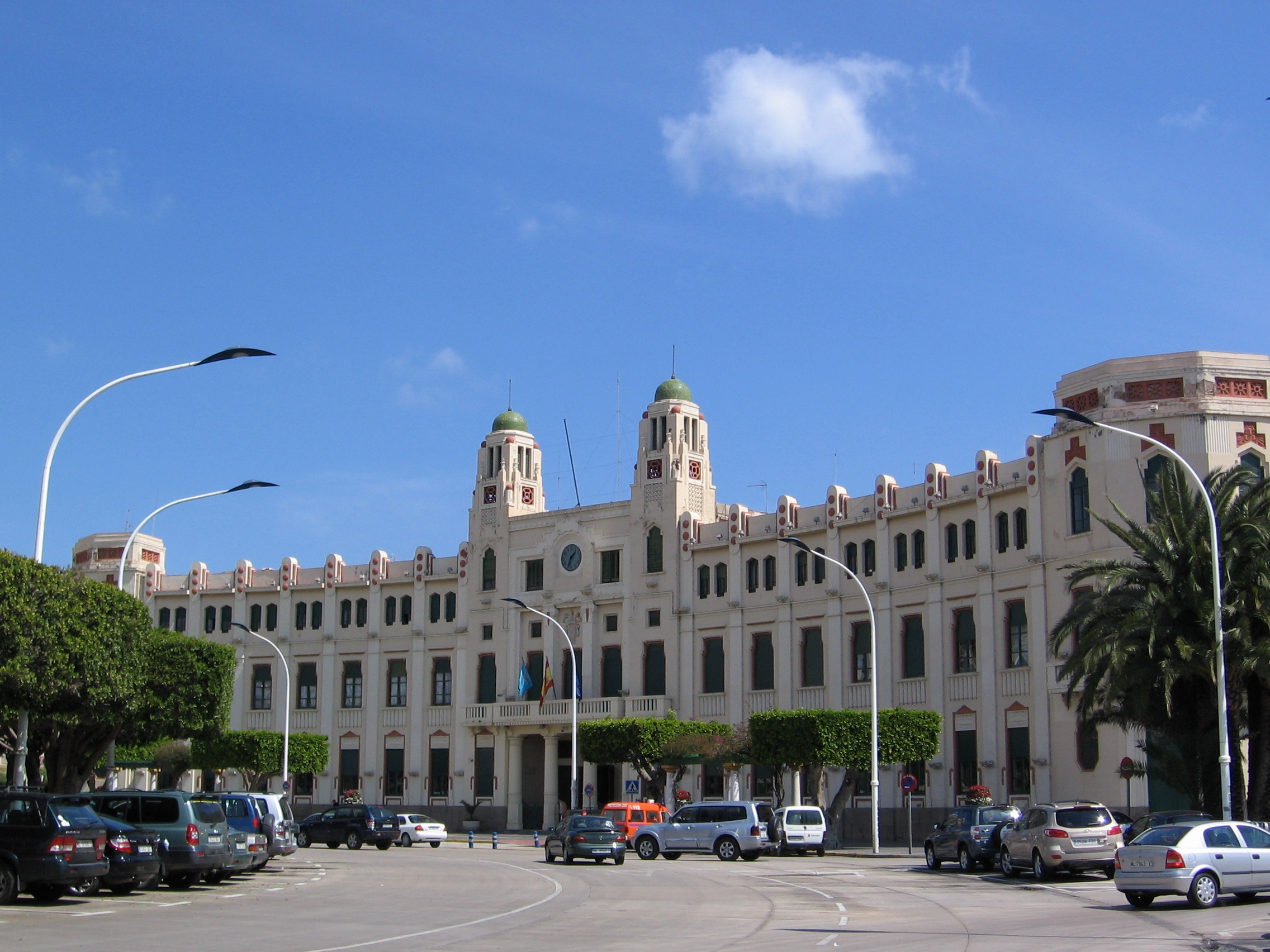
A tanácsház

### Látnivalók
- Melilla Múzeum

## Közlekedés
Kikötője és repülőtere is van.